# Ostend

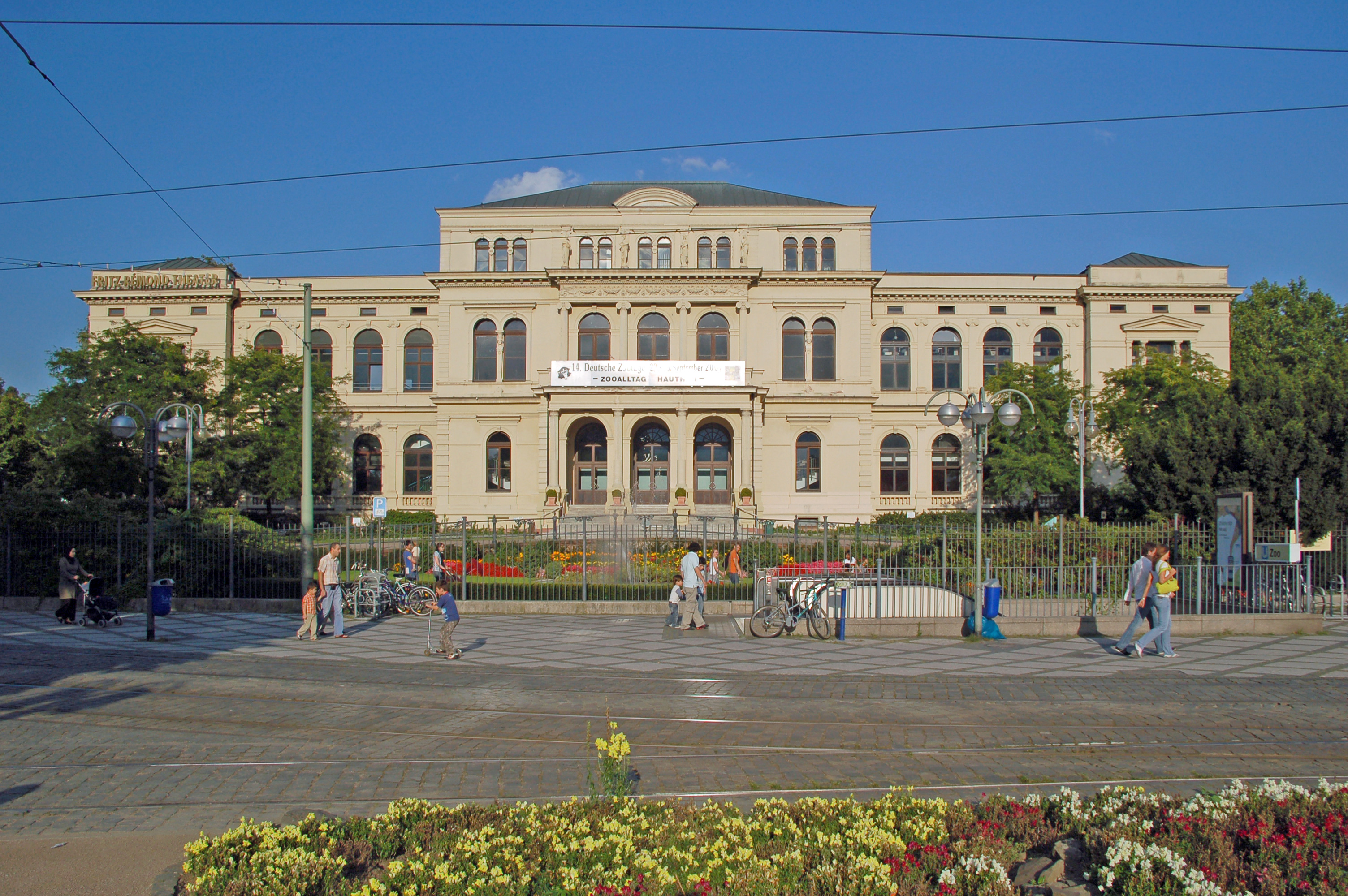
Lo Zoo

Ostend è un quartiere (Stadtteil) della città di Francoforte sul Meno. 
Appartiene al distretto Innenstadt IV.